# Dughettu
Marcello Ferreira da Silva (Rio de Janeiro, 21 de dezembro), mais conhecido pelo seu nome artístico DUGHETTU, é um rapper, produtor e homem de negócios. Um dos artistas mais atuantes da cena rap / hip hop brasileiro, iniciou sua trajetória em 1999 produzindo festas na Zona Norte do Rio e invadindo rapidamente as fronteiras da Zona Sul onde realizou diversos shows e Jam Sessions nos badalados nightclubs da cidade (00, Melt e etc). Em 2001 foi convidado pelo gerente de eventos da gravadora Trama a produzir uma tenda de black music dentro do evento MUSICA URBANA. Foi o pontapé que faltava para arregimentar os parceiros Marquinhos OSócio e DJ Nino e  dar  largada na sua carreira artística.

## 2009: Primeiro álbum
Foi quando em 2009, depois de uma temporada em Londres e já com nova formação musical, que o rapper empreendeu junto com seu fiel escudeiro DJ Nino seu primeiro disco “É Questão de Quê?” produzido pelo respeitado produtor Plínio Profeta. Para o lançamento, foi apresentado a mídia por release escrito por Bruno Levinson (escritor, produtor do Festival Humaitá Pra Peixe e homem de Rádio). O albúm “É Questão de Quê?”  trouxe mais reconhecimento na sua carreira até então, pautada nos singles “De Repente” e “Te Levar” musica mais executada pelos DJ´s nos bailes blacks no período de 2006/2009, até hoje deixando a marca como som black nacional mais popular no período e nas suas aparições como mestre de cerimônia de grandes eventos.

Dughettu se baseou no flow e na fusão de estilos com uma linguagem direcionada ao protesto e questionamentos, usando uma alternância nas batidas sonoras influênciadas por Rock, Dub, Soul e Funk. Ele foi produzido pelo prestigiado produtor Plínio Profeta e contou com a participações de nomes como Gabriel Moura, Elisa Lucinda, André Ramiro e a mão precisa do DJ Nino. Três canções lançadas no álbum se destacaram. “É Questão de Quê?” que ganhou de cara um videoclipe com direção do talentoso diretor Rafael Dragoud e enredo nascido da parceria com o "artivista" francês JR, que estampou fotos gigantes no Morro da Providência do seu projeto Woman Heros, primeira favela do Brasil, ”Pé na Porta” que teve a colaboração do rapper e ator do filme Tropa de Elite, André Ramiro e “Deixa Brilhar", que mais tarde também ganhou um videoclipe gravado na abertura do show do rapper 50 Cent no Rio.
Ainda por conta desse disco, foi colunista convidado do Jornal O Globo em 2010 e entrevistado pela TVE num programa sobre pró-atividade. No mesmo ano, participou da trilha sonora e com depoimentos em três importantes documentários/filmes: Te Vejo Maré (para o The Guardian, dirigido pelo inglês Benjamim Holman);  Women Are Heroes  do fotógrafo francês JR no Morro da Providência - Rio (para a BBC de Londres) e Viva a Black Music, sobre Gerson King Combo (produzido pela Digi2).

## Novos desafios
Avançando no fronte,  realizou o Hip Hop Celebra, um festival que teve como objetivo articular e arregimentar a cena Hip Hop / Rap carioca. O evento foi um sucesso e contou com artistas da cena Funk, Samba e MPB, apoio oficial das Secretarias de Cultura e Educação do Governo do Estado do Rio de Janeiro, além do patrocínio de empresas como Oi e Red Bull. No mesmo ano em paralelo o rapper idealizou e realizou com um dos seus grandes aliados o Airá O Crespo Mc Grafiteiro o projeto “Leventa Cabeça” nas escolas de ensino médio da rede estadual. Projeto que mais uma vez arregimentava novos talentos da cena artística para troca de experiência com alunos da rede estadual.

## 2011-2012: BPM.021
Em abril de 2011 Marcello fecha um ciclo com a Red Bull do Brasil e parte para New York disposto a estudar inglês e gravar novo projeto

Em poucos meses nos E.U.A., faz conexão com artistas da cena local, produz e grava 10 músicas no “Come Toghether Studio” de João MacDowell no Harlem e consegue ter seu projeto sonoro aprovado pela Red Bull New York. Então, em outubro de 2011, segue para Califórnia onde encerra as gravações, completa 12 faixas e masterizar seu segundo álbum “BPM.021”, no Red Bull Studio Los Angeles, um dos mais requisitados estúdios da gringa; tornando-se assim, o primeiro artista da América Latina a gravar por lá.
Pensando na parte promocional do trabalho, conecta-se com Rodrigo Mac Niven, dono da TVa2 e diretor do polêmico documentário “Cortina de Fumaça”, e estabelece uma parceria gravando um vídeo resumo de 4 minutos para a Red Bull e 6 clipes  para serem lançados escalonadamente durante a divulgação de  “BPM.021”.

Mais recentemente, e depois da produção do seu no albúm “BPM 021”, em que atua ao lado de novos nomes da cena Novaiorquina Lance Drummond´s, Jordan Battiste, Adeline e Ernest Exclusive, o rapper encontrou espaço para participar de projetos colaborativos com artistas de Los Angeles – como o Dupla ELECTRICUS,  o DJ REVOLUTION e o aclamado DJ Diplo – Major Laser . Além disso, idealizou o projeto com nome provisório de POWER TRIO que uniu os DJ Sany Pitbull e o produtor Liminha. Mostrando toda seu vigor criativo.

## Discografia
Álbuns de estúdio
- 2009 - É Questão de Quê?
- 2011 – BPM.021

## Videografia

### DVD
- DUGHETTU Ao Vivo ( Open Show Akon – Vivo Rio)

### Clipes
- 2009 - Deixa Brilhar
- 2009 - É Questão de Quê?
- 2011 - Taca Fogo
- 2012 - Cola Comigo Fecha e Vem
- 2012 - Insanidade
- 2015 - O Gueto Tá de Pé